# Tylmanowa
Tylmanowa este o arie protejată (sit de importanță comunitară — SCI) din Polonia întinsă pe o suprafață de 0,17 ha, integral pe uscat.

## Localizare
Centrul sitului Tylmanowa este situat la coordonatele 49°30′01″N 20°24′08″E / 49.5002°N 20.4023°E.

## Înființare
Situl Tylmanowa a fost declarat sit de importanță comunitară în octombrie 2009 pentru a proteja 1 specie de animale.

## Biodiversitate
Situată în ecoregiunea alpină, aria protejată nu include niciun habitat protejat.
La baza desemnării sitului se află o specie protejată de  mamifere: liliacul mic cu potcoavă (Rhinolophus hipposideros).